# Місця світу Гаррі Поттера
Локації чарівного світу книг про Гаррі Поттера англійської письменниці Дж. К. Ролінґ

## Населені пункти

### Ґодрикова долина
Ґодрикова долина — містечко, назване на честь Ґодрика Ґрифіндора, який там жив. Також відомо, що тут жили Батільда Беґшот (історик магічного світу) та Албус Дамблдор з родиною. У Ґодриковій долині жили Лілі та Джеймс Поттери, разом зі своїм сином Гаррі. Вони трагічно загинули тієї ночі, коли Темний чаклун Лорд Волдеморт, отримавши інформацію про їхнє місце знаходження та переховування від друга Джеймса, котрий його зрадив — Пітера Петіґру (Червохвоста), зруйнував Будинок Поттерів, вбивши забороненим заклинанням Авада Кедавра Джеймса та Лілі. Самого Гаррі, якому в той момент було щонайбільше 1 рік, заклинання не змогло ні вбити, ні поранити, залишивши особливий знак — Шрам, через надзвичайно особливе та потужне Стародавнє заклинання Любові та Духовності, котре, було останнім, що Лілі дала Гаррі у ту мить. Волдеморт зазнав удару власним заклинанням з більшою силою, а Гаррі став унікальною людиною-чаклуном, котра вперше змогла захиститися і вижити від такого заклинання в усьому Світі Чаклунів. Їхній напівзруйнований будинок зберегли як пам'ять про трагічну загибель.

### Отері-Сент-Кечпол

#### «Барліг»
«Барліг» — маєток родини Візлів, що розташований в селі Отері-Сент-Кечпол. Вперше Гаррі Поттер відвідав Барліг на початку книги «Гаррі Поттер і таємна кімната». Ось як авторка описує нам помешкання Візлів:

«Здавалося, ніби то колись був великий кам'яний хлів, до якого то тут, то там прибудували додаткові кімнати, аж поки він став кількаповерховим будинком. Проте будинок був такий перехняблений, що все це могло триматися купи хіба лише завдяки чарам (мабуть, подумав Гаррі, так воно і є). З червоного даху стирчали чотири чи п'ять димарів.
Біля воріт з землі випинався стовп із кривобокою табличкою з написом „Барліг“. Коло вхідних дверей лежала купа високих чоботів і вкритий іржею казан. Декілька тлустих рудих курок дзьобали щось на подвір'ї»

«Барліг» був першим будинком чарівників, який побачив Гаррі, тому його все у ньому дивувало:

Життя в «Барлозі» було зовсім інакше, ніж на Прайвет-Драйв. Дурслі любили охайність і порядок, натомість у Візлів завжди можна було натрапити на щось дивне й несподіване. Гаррі був приголомшений, коли вперше глянув у дзеркало над кухонним комином. Дзеркало гаркнуло: «Заправ сорочку, нечепура!». Коли в будинку ставало занадто тихо, упир на горищі починав завивати й бамкати трубами, а на невеличкі вибухи, що долинали з кімнат Фреда та Джорджа, ніхто навіть уваги не звертав.

Кухня:

«Кухня була невеличка і тісненька. Посередині стояв подряпаний дерев'яний стіл зі стільцями… Годинник на стіні навпроти мав тільки одну стрілку, і там не було жодних цифр. Довкола ободу були такі написи: „Час заварювати чай“, „Час годувати курей“ і „Ви запізнилися“. На поличці над каміном стояли в три ряди книжки з такими назвами, як „Зачаровані запіканки“, „Як виворожити власні вареники“ і „Бенкет за хвилину — звичайна магія!“. А якщо Гаррі міг вірити власним вухам, то по старенькому радіоприймачеві, що висів над раковиною, щойно оголосили про початок програми „Година чаклунки“ з популярною співучою відьмою Целестиною Ворбек»

Кімната Рона:

«Вони піднялися ще на два поверхи й нарешті дійшли до дверей, на яких лущилася фарба й висіла маленька табличка з написом „Кімната Рональда“.
Гаррі увійшов, мало не торкаючись головою похилої стелі, й закліпав очима. Він немовби потрапив у піч: майже все в Роновій кімнаті було крикливого помаранчевого кольору — покривало на ліжку, стіни з потертими шпалерами і навіть стеля. Тут Гаррі зауважив, що мало не кожен вільний сантиметр стіни завішаний плакатами з зображенням сімох одних і тих самих чарівниць та чаклунів, одягнених у яскраві помаранчеві мантії. Усі вони тримали мітли й енергійно вимахували руками.
— Твоя команда з квідичу? — поцікавився Гаррі
— „Гармати з Чадлі“, — відповів Рон, показуючи на помаранчеве покривало, прикрашене двома велетенськими чорними літерами „Г“ і „Ч“ та гарматним ядром у польоті. — Дев'яте місце в лізі.
Ронові шкільні підручники з чарів недбало валялися в кутку поруч із купою коміксів, здається лиш однієї серії — „Пригоди Мартіна Міґса, навіженого маґла“. Ронова чарівна паличка лежала зверху на акваріумі, повному жаб'ячої ікри, який стояв на підвіконні біля жирного сірого пацюка Скеребса, що дрімав собі на сонечку.
Гаррі переступив через розкидану на підлозі пачку самотасувальних карт і визирнув з маленького віконечка. На полі вдалині він помітив цілу зграю гномів, які один за одним підкрадалися до живоплоту Візлів і знову лізли до саду. Тоді знову повернувся до Рона, який напружено чекав, що він скаже про кімнату.
— Тут трохи тісненько, — почав виправдовуватися Рон. — Не так, як там, у Дурслів. А наді мною на горищі живе упир. Він постійно калатає по батареях і стогне…
Але Гаррі радісно посміхнувся:
— Це найкращий дім, у якому я коли-небудь був!

#### Будинок Лавґудів
Розташований неподалік маґлівського села Отері Сент Кечпол  а також за "декількома пагорбами" від Барлогу.
Двоповерхова споруда. На верхньому поверсі розташована спальня Луни та редакційна кімната. На нижньому поверсі кухня. В будинку проживають Луна зі своїм татом.

### Площа Ґримо, 12
Площа Ґримо, 12 (англ. Number Twelve, Grimmauld Place) — родовий маєток Блеків, штаб-квартира Ордену Фенікса („Гаррі Поттер і Орден Фенікса“).
Дім знаходився в маґлівській частині Лондона, брудному і незатишному:

„Бруднющі фасади будинків здавалися не надто привітними. Розбиті шибки тьмяно поблискували у світлі ліхтарів, з дверей позлущувалася фарба, а біля сходів лежали купи сміття“.

Будинок 12 був схований від маґлів чарами невиявляння. Коли хтось із чарівників підходив до нього, з'являлися пошарпані двері, а згодом надувався весь будинок, розштовхуючи сусідні кам'яниці. Ось яким побачив Гаррі Поттер помешкання свого хрещеного батька Сіріуса Блека вперше:

„Гаррі піднявся вичовганими кам'яними сходами і глянув на новоявлені двері. Чорна фарба на них була потріскана й подряпана. На дверях висів срібний молоточок у формі звивистої змії, однак ні шпарини для ключа, ані поштової скриньки Гаррі не побачив…
Гаррі переступив поріг і опинився у майже непроникній пітьмі. У коридорі пахло вологою, пилом і ще якимось солодкавим, гнилуватим запахом, як у давно покинутому будинку…
Приглушені голоси викликали в Гаррі якесь дивно-тривожне передчуття. Так, наче вони зайшли в будинок до помираючого. Він почув м'яке шипіння, а тоді на стінах ожили старомодні гасові лампи, кидаючи мерехтливе примарне світло на обдерті шпалери й потертий килим у довгому похмурому коридорі, де вгорі поблискувала затягнута павутинням люстра, а на стінах покосилися чорні старезні портрети. І люстра, й свічники на розхитаному столі були зроблені у формі змій. За плінтусом щось зашаруділо.“

У коридорі висіли поточені міллю портьєри та стояла підставка під парасоль, зроблена мовби з відрізаної тролевої лапи. Темні східці були прикрашені численними головами ельфів-домовиків, що висіли на декоративних тарелях. За оксамитовими портьєрами в коридорі ховався портрет старої жінки — Вальдебурги Блек — матері Сіріуса Блека, що був зачаклований закляттям-прокляттям.
Гаррі Поттер і Рон Візлі ночували в тьмяній та вологій кімнаті з високою стелею й двома ліжками, темною шафою. Порожнє полотно в оздобленій рамці — єдине, що прикрашало голі обшарпані стіни (портрет Фінеаса Ніґелуса — директора Гоґвортсу в минулому).
У підвалі була розташована кухня:

Там було не набагато світліше, ніж у коридорі. Нетиньковані кам'яні стіни навіювали думки про печеру. В її дальньому кінці, освітлюючи приміщення, палав великий камін. Дим з люльок клубочився, мов на полі бою, і крізь нього проглядали загрозливі обриси підвішених до темної стелі важких залізних баняків та сковорідок. Кухня була заставлена стільцями, що лишилися після зборів (зборів Ордену Фенікса), а в центрі стояв довгий дерев'яний стіл, захаращений сувоями пергаменту, келихами, порожніми пляшками з-під вина та ще купою якогось лахміття»

Після смерті старої Вальдебурги Блек, в будинку ніхто не мешкав, крім родинного ельфа-домовика Крічера. Тому Сіріус Блек, Візлі, разом із Герміоною Ґрейнджер, Гаррі Поттером, намагалися зробити цей будинок придатним до людського життя.
На другому поверсі була розташована вітальня: довга кімната з високою стелею, оливково-зелені стіни якої були прикрашені брудними гобеленами. В кімнаті також висів неймовірно старий вилинялий гобелен, на якому золотими нитками були вишиті імена представників роду Блеків (корені якого сягали середньовіччя). Зверху на гобелені було виведено:
| Шляхетний і давній рід Блеків. Toujours purs (завжди чисті - (фр.)) |

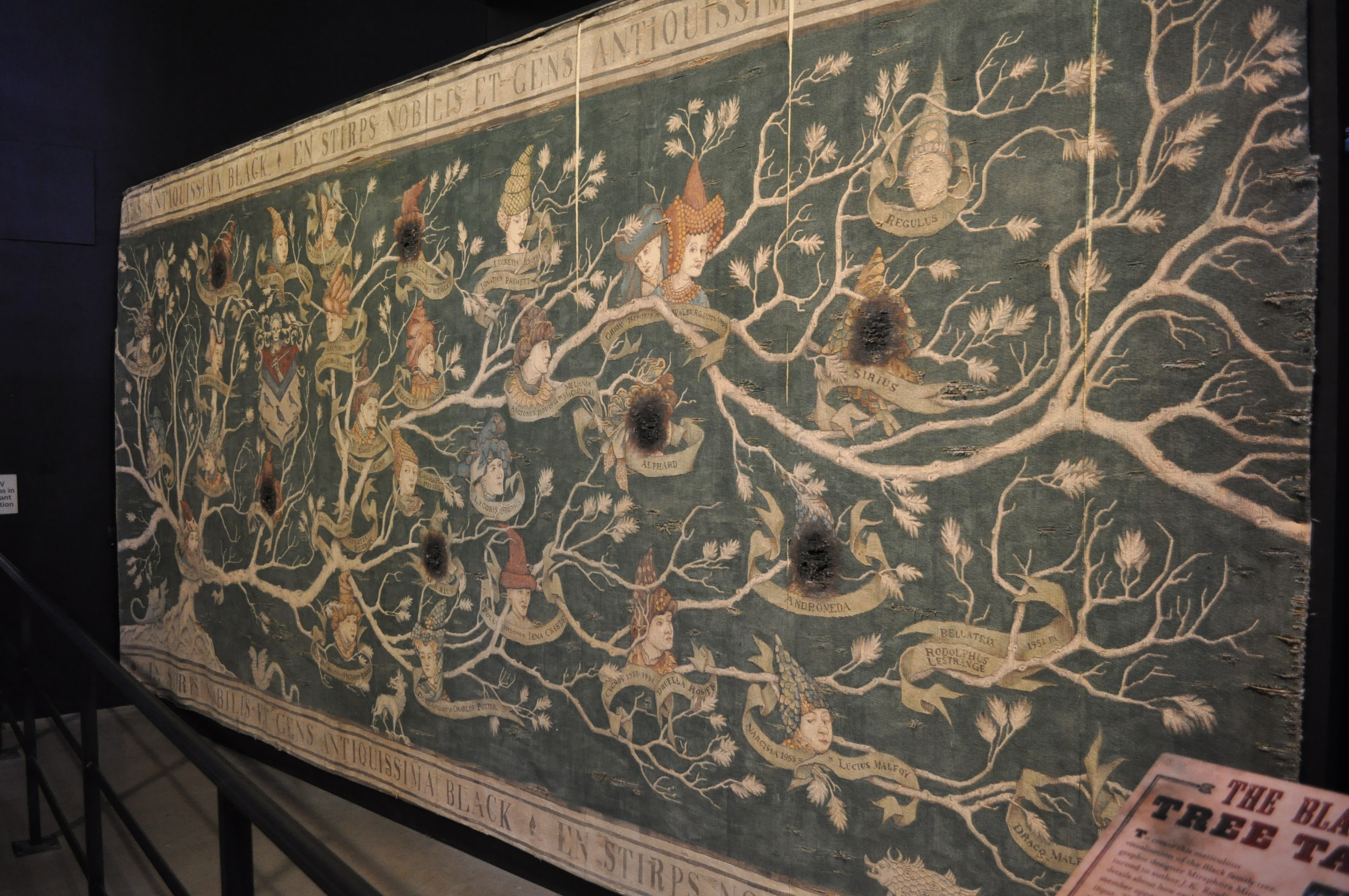
Вітальня в будинку 12 на площі Ґримо

Нагорі, у спальні Вальдебурги Блек мешкав гіпогриф Бакбик, у ній так само оселявся Сіріус Блек, коли нікого не було в будинку.
Будинок 12 на площі Ґримо був штаб-квартирою Ордену Фенікса з 1995 року та був захищений за допомогою закляття Довіри, Тайноохоронцем якого був Албус Дамблдор, засновник Ордену. Після його загибелі штаб Ордену перемістився до «Барлога» — помешкання Візлів, а будинок на площі Ґримо, згідно із заповітом Сіріуса Блека, перейшов Гаррі Поттерові. За родинною традицією, будинок мав передаватися чистокровному спадкоємцю, що носить прізвище Блеків. Однак ні Сіріус, ні його брат Реґулус не залишили спадкоємців. Тому існувала імовірність, що на споруду накладено чари або закляття, щоб ніхто не зміг ним володіти крім чистокровця — будинок міг перейти Белатрисі Лестранж. Зрештою, ці побоювання не виправдалися.
Саме в ньому переховувалися від смертежерів Гаррі Поттер, Рон Візлі та Герміона Ґрейнджер («Гаррі Поттер і смертельні реліквії»). Там Гаррі знайшов сліди Реґулуса Блека, брата Сіріуса, що дозволило Гаррі напасти на слід медальйона Слизерина. Однак після того, як Гаррі намагався здобути медальйон у Міністерстві Магії, він потрапив до рук Долорес Амбридж, а один із смертежерів, схопився за Герміону Ґрейнджер, проник всередину будинку і став його Тайноохоронцем. Після цього будинок став небезпечним для Гаррі та його друзів до смерті Волдеморта.

### Прядильний кінець
Прядильний кінець — вузенька брукована вуличка, на якій розташовані ряди занедбаних цегляних будинків. На думку Белатриси Лестранж, що разом із Нарцисою Мелфой опинилася на цій вуличці в пошуках Северуса Снейпа («Гаррі Поттер і Напівкровний Принц», вони були першими чарівниками, що завітали в цю «маґлівську купу гною».
На вуличці деякі ліхтарі були розбиті. А над нею, наче велетенський вказівний палець, здіймався височенний димар млина.
Будинок Снейпа був розташований останнім на цій вуличці.
Будинок Снейпа:

«крихітна вітальня, більше схожа на темну палату для психічно хворих. Стіни були повністю заставлені книжками, оправленими здебільшого в старезну чорну чи коричневу шкіру; потертий диван, благеньке крісло й хиткий столик були зіставлені докупи в озерці тьмяного світла від уставленого свічками світильника, що звисав зі стелі. Відчувалася занедбаність, ніби тут ніхто не мешкав»

За книжною стіною розташовані таємні дверцята.

### Прівіт-драйв
Прівіт-драйв — вулиця на якій жив Гаррі Поттер протягом свого дитинства.
У будинку, що знаходився на цій вулиці, мешкає сестра матері Гаррі Поттера (Петунія), із своїм чоловіком Верноном Дурслі та сином Дадлі. Дурслі не розказували Гаррі про те, як загинули насправді його батьки, а казали, що вони розбилися в автомобільній катастрофі . Цей будинок був захищений закляттям, яке нанесла його мати. Воно оберігало Гаррі до його повноліття (17 років). Тому це було одне з найбезпечніших місць для Гаррі після школи .

## Школи

### Бобатон
Основна стаття: Бобатон

### Дурмстренґ
Основна стаття: Дурмстренґ

### Гоґвортс
Основна стаття: Гоґвортс

### Ільверморні
Американська школа магії

## «Дірявий казан»
«Дірявий казан» — маленький і задрипаний шинок в Лондоні. Із одного боку поруч із шинком — книгарня, із іншого — музична крамниця. Прихований від очей маґлів за допомогою чарів. Згадується уперше в 1991 році. Також там перебував Гаррі Поттер з 17 серпня по 1 вересня 1993 року.
У шинку темно й убого.
На подвір'ї, вдаривши магічною паличкою по цегляному мурі, можна потрапити на алею Діаґон (поєднує світ маґлів та чарівників).

## Алея Діаґон
Алея Діаґон — магічна частина Лондона, куди, крім являння та порошку флу, можна дістатися із шинка «Дірявий казан» (вдаривши магічною паличкою по цегляному муру). Тут чарівники можуть придбати безліч магічних речей. Саме тут учні Гоґвортсу закуповують все, необхідне для навчання і не тільки.

### Ґрінґотс
Ґрінґотс (англ. Gringotts) — єдиний банк магічного світу, яким керують ґобліни. Заснований ґобліном Ґрінґотом. Існують відділення банку в інших країнах.
Банк займає білосніжну будівлю на алеї Діаґон із блискучими мідними дверима. За ними — другі двері (срібні), на яких викарбувано:

Заходь, чужинцю, та — вважай:
гріху жадоби не сприяй: Хто візьме незароблене,
тому відплатять ґобліни.
Бо як шукатимеш у нас: багатств, яких ти не припас,
тоді, злочинцю, не забудь,
Що не лише скарби є тут.

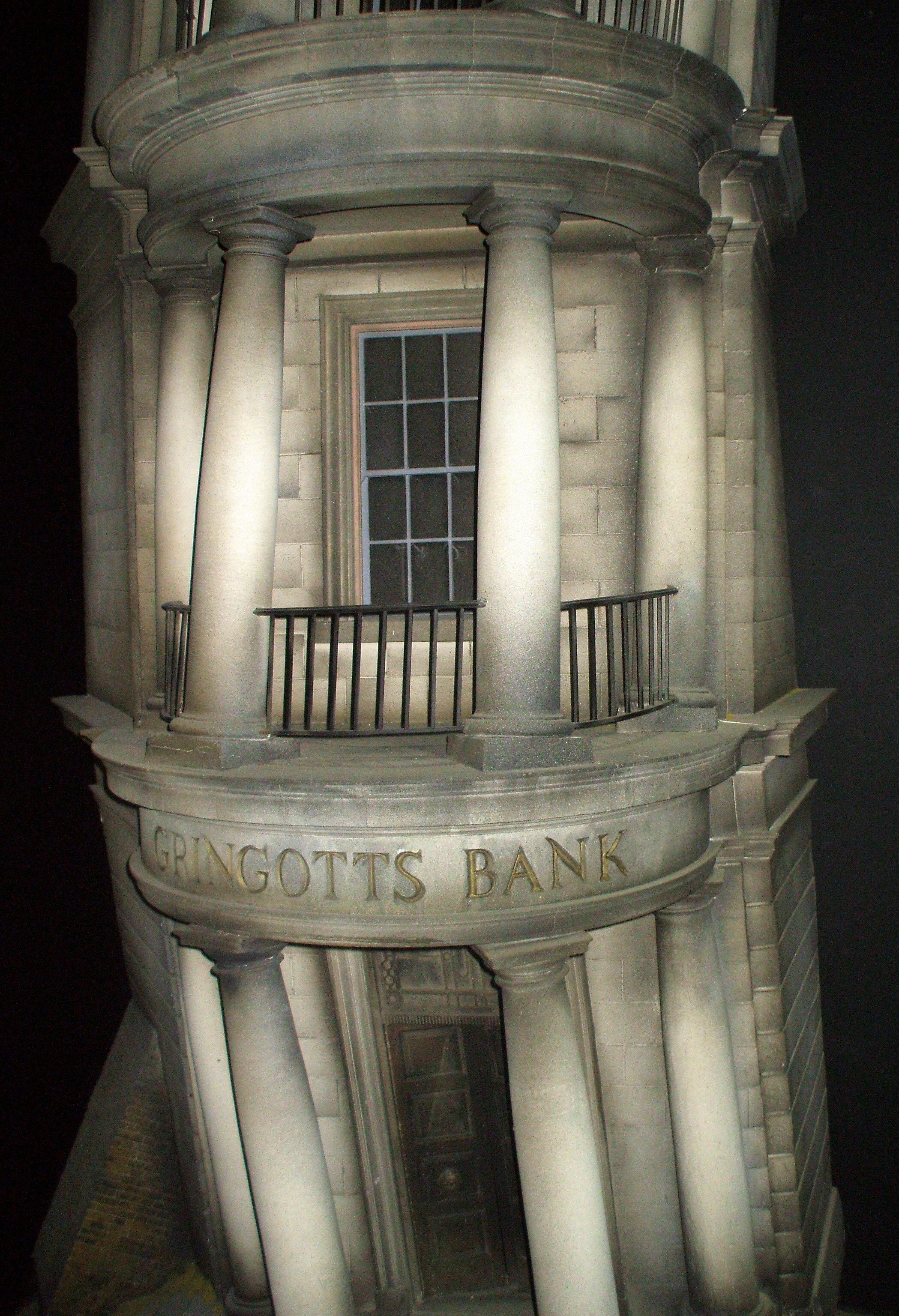
Будівля банку Ґрінґотс у фільмі Гаррі Поттер і філософський камінь

Сейфи банку розташовані глибоко під землею, глибше, ніж метро. Таке розміщення необхідне для безпеки. Навіть якщо комусь вдасться вкрасти щось в банку, навряд він вибереться нагору живим. Також, за словами Геґріда, деякі сейфи охороняються драконами. У банку є таємні сховища, що охороняються за допомогою пасток. Тож, напис у входу в банк не дарма остерігає відвідувачів: лише божевільному може прийти на думку грабувати банк.
За срібними дверима — велика мармурова зала. Близько сотні ґоблінів сидять там на високих стільчиках за довгою стійкою, щось пишучи в товстелезних гросбухах, зважуючи на латунних терезах монети, розглядаючи через лінзи коштовне каміння.
Із зали виходять безліч дверей, біля яких також стоять ґобліни, що впускають та випускають відвідувачів.
За дверима — вузький кам'яний коридор, освітлений сяйвом смолоскипів. Дістатися сховища можна за допомогою візочка на вузьких рейках.
У лабіринті звивистих переходів важко запам'ятати дорогу, що веде до сейфів. Це також зроблене для безпеки.
По дорозі до сейфів можна побачити підземне озеро.

Гроші, що використовуються в магічній Великій Британії: ґалеони, серпики, кнати.
1 ґалеон = 17 серпиків
1 серпик = 29 кнатів
Діаметр ґалеона — 19 мм, а товщина — 0,5 мм. Важить монета 1,98 грама.
Банк також обмінює магічні гроші на маґлівські та навпаки (один ґалеон приблизно дорівнює п'яти фунтам).

### Мантії для всіх оказій від мадам Малкін
Найпопулярніший магазин одягу на алеї Діаґон із доступними цінами.
Хазяйка — присадкувата відьма, вдягнута в усе рожеве.
На ослінчиках чарівники приміряють мантії.

### Все дляквідичу
Крамничка на алеї Діаґон. Там Гаррі вперше побачив Nimbus-2000 (яку потім отримав в подарунок) та Вогнеблискавку…

### «Флоріш і Блотс»
«Флоріш і Блотс» — книгарня, полиці якої до самої стелі заставлені величезними книжками, що нагадують оправлені шкірою тротуарні плити. Також є там і книжечки завбільшки з поштову марку в шовкових обкладинках; книжки з чудернацькими символами і кілька таких, у яких не було нічогісінько. Вважається, що прообразом книгарні «Флоріш і Блотс» була книгарня в місті Порту «Livraria Lello», яку свого часу відвідувала Джоан Ролінг.

### Совиний Торговельний Центр Айлонс
Совиний Торговельний Центр Айлонс — темна крамничка під написом : 
«Совиний Торговельний Центр Айлонс — Сичі, Сипухи, Сірі, Бурі й Білі полярні»
Будівля, сповнена шарудіння, ухкання й мерехтіння яскравих, наче смарагди, очей.

### Аптека
В аптеці стоїть жахливий сморід суміші тухлих яєць і гнилої капусти. На підлозі стояли діжки з якоюсь липучою речовиною, стіни були заставлені глечиками з травами, сушеним корінням і яскравими порошками, а зі стелі звисали жмутки пер і переплетені низки кігтів та пазурів.
Тут учням магічних шкіл можна придбати все для предмету зіллєваріння.

### Олівандер
«Олівандер» — тісна й занедбана крамничка. Над дверима золотими літерами напис:
```
ОЛІВАНДЕР. Виготовляємо чарівні палички з 382 року до н.е.
```

В запорошеній вітрині на вицвілій пурпуровій подушечці лежала одним — одна чарівна паличка.
Дзвіночок у глибину крамниці сповіщав про покупця.
Тисячі вузьких коробочок, що рівненькими стосами здіймалися у стіни розташовані в магазині.
Містер Олівандер вважається найкращим майстром чарівних паличок та пам'ятає всі палички, що колись продав.

### «Відьмацькі витівки Візлів»
Крамничка за адресою алея Діаґон, 93, яку створили Фред і Джордж Візлі після того, як втекли зі школи під час того, як директоркою Гоґвортсу була Долорес Амбридж (на початку 1996 року).
Брати Візлі тривалий час мріяли про власну крамничку, втілити мрію допоміг Гаррі Поттер, що віддав їм свої гроші, які виграв на Тричаклунському турнірі.
Вперше описується в книжці «Гаррі Поттер і Напівкровний Принц»:

«Ліва вітрина була забита запаморочливою кількістю всіляких товарів, що оберталися, ляскали, спалахували, підстрибували й верещали… Права вітрина була закрита велетенським плакатом, фіолетовим, як і міністерські, але прикрашена блискучими жовтими літерами:
Ви збуджені Відомо-Ким?
Для всіх схвильованих родин-
Надійний КАКО-ЗАГУСТИН!
Віднині запори — на цілі простори»

Товари:
- Спецхарчування для спецсачкування (англ. Skiving Snackboxes):
  - Батончики-блювончики (англ. Puking Pastilles) 
  - Пампушечки-зносаюшечки (англ. Nosebleed Nougat)
  - (англ. Blood Blisterpod)
  - (англ. Fever Fudge)
  - (англ. Fainting Fancies)
  - Іриски-язикодризки (англ. Ton-Tongue Toffee)
- Безголовий капелюх (англ. Headless Hat)
- «Повішенник багаторазового використання»
- Порошок «Розчинна темрява» (англ. Instant Darkness Powder) (імпортується з Перу)
- Їстівні Чорні мітки
- Гарантоване виведення прищів за 10 секунд
- Карликові пухи
- Фальшиві чарівні палички
- Пера
  - Самонаповнювальні пера
  - Самомудровідповідальні пера
  - Самозвіряльні пера
- (англ. Weasleys' Wildfire Whiz-bangs)
  - (англ. Basic Blaze box)
  - (англ. Deflagration Deluxe)
  - (англ. Exploding Snap)
- Серія «Чудовідьма»
  - Патентовані чари для фантазій
  - Любовне зілля
- Драчливі телескопи
- Картярські, мотузяні фокуси
- Щито-одяг
  - Щито-плащі
  - Щито-капелюхи
  - Щито-рукавиці
- Видовжені вуха
- Переносне болото

## Гоґсмід
Гоґсмід — селище, що знаходиться поблизу Гоґвортсу . На вихідних учні школи могли відвідувати селище. Це єдине місце в Британії, де немає жодного маґла. У Гоґсміді проживає рідний брат Дамблдора — Еберфорс.

### Зонко
- Крамниця жартів, у якій завжди можна було побачити Фреда, Джорджа та Лі Джордана. Фред з Джорджем хотіли купити цю крамницю.

### Кабаняча голова
Це не надто популярна забігайлівка та в ній стаються дуже важливі події наприклад пророкування Сивіли Трелоні: «— Я, — зізнався Дамблдор. — Холодної вогкої ночі 16 років тому в кімнаті готельчика над шинком „кабаняча голова“ я мав зустрітися з кандидаткою на посаду вчителя віщування, хоч взагалі не збирався залишати в школі цей предмет. Кандидатка, одначе, була прапраправнучкою дуже відомої й обдарованої провидиці, тож я з люб'язності вирішив з нею побачитися. Був розчарований. Мені здалося, що вона сама не мала й крихти того дару. Якомога чемніше я їй відповів, що вона, на жаль, не відповідає вимогам посади, і вже звернувся, щоб вийти.
Дамблдор підвівся і пішов повз Гаррі до чорної шафки біля Фоуксово сідала. Нахилився, відсунув засув і витяг звідти неглибоку кам'яну чашу з вирізьбленими на ній рунами, ту, в які Гаррі побачив, як його батько знущався зі Снейпа. Дамблдор знову підійшов до свого стола поставив сито спогадів і приклав чарівну паличку собі до скроні. Видобув з неї сріблясті, тонкі, мов павутиння, ниточки думок і чарівною паличкою переніс їх у чашу. Знову сів за стіл якийсь час дивився, як кружляють у ситі спогадів його думки. Тоді зітхнув і торкнувся сріблястої речовини кінчиком чарівної палички.
Звідти виросла загорнута в шалі постать з неймовірно побільшеними за скельцями окулярів очима. Постать повільно оберталася не відриваючи ніг від чаші. І раптом Сивіла Трелоні заговорила незвичайно своїм ефемерним, потойбічним голосом а хрипким і різким тоном який Гаррі вже доводилось колись чути: „ Наближається той, хто зможе перемогти Темного Лорда… народжений наприкінці сьомого місяця тими хто 3 кидав йому виклик… І Темний Лорд позначить його як рівного собі, але він володітиме силою, недоступною Темному Лордові… і хтось один загине від руки іншого, бо разом їм жити не судилося… той, хто зможе перемогти Темного Лорда народиться наприкінці сьомого місяця…“
Повільно обертаючись, професорка Трелоні занурилася в срібну масу і зникла…»
лаки Ремуса Люпина. Жителі Гоґсміту чули завивання і крики та думали, що там оселилися особливо навіжені
привиди. При вході до Верескливої халупи в цілях безпеки посадили дерево Войовничу Вербу, яке своїми гілками могло легко вбити будь-кого, хто підійде надто близько.

## Міністерство магії
Основна стаття: Міністерство Магії

## Азкабан
В'язниця для чарівників які використали одне з трьох непрощених заклять:
- Імперіо (закляття підпорядкування)
- Круціо (закляття катування)
- Авада Кедавра (вбивче закляття)

Рішення до засудження приймає Міністерство Магії, проте одразу по закінченню Першої Війни не завжди можна було отримати справедливий суд, або суд взагалі. Наприклад, Сіріуса Блека запроторили до Азкабану навіть без розслідування.
Охороняється дементорами.

## Лікарня Святого Мунґо
Магічна лікарня розташована у Лондоні, замаскована під старий магазин. У ній працюють цілителі. Вперше згадується у «Гаррі Поттер та Орден Фенікса». У лікарні Святого Мунґо перебував Артур Візлі (батько Рональда Візлі), через укус змії Волдеморта Наджіні; а також Ґільдерой Локарт після втрати пам'яті у подіях з «Гаррі Поттер і таємна кімната». Також там лікувалися Френк і Аліса Лонґботоми (батьки Невіла), адже після падіння Волдеморта їх катували Лестранджі та Барті Кравч молодший, в надії віднайти Темного Лорда. Також пацієнткою Лікарні Святого Мунґо була професорка Макґонеґел, адже коли вона кинулась рятувати Ґеґріда в "Гаррі Поттер та Орден Фенікса", у неї влучили 4 приголомшливих закляття. 
У лікарні Св. Мунго працюють не лікарі , а цілителі . Вони носять лимонні халати , на яких вишитий герб чарівників — цілителів : схрещені чарівна паличка і кістка.

## Платформа 9¾
Платформа 9¾ — чаклунська платформа на Лондонському вокзалі «Кінґс — Крос». Потрапити туди можуть тільки чаклуни. Для цього їм потрібно пройти крізь бар'єр між платформами 9 та 10.

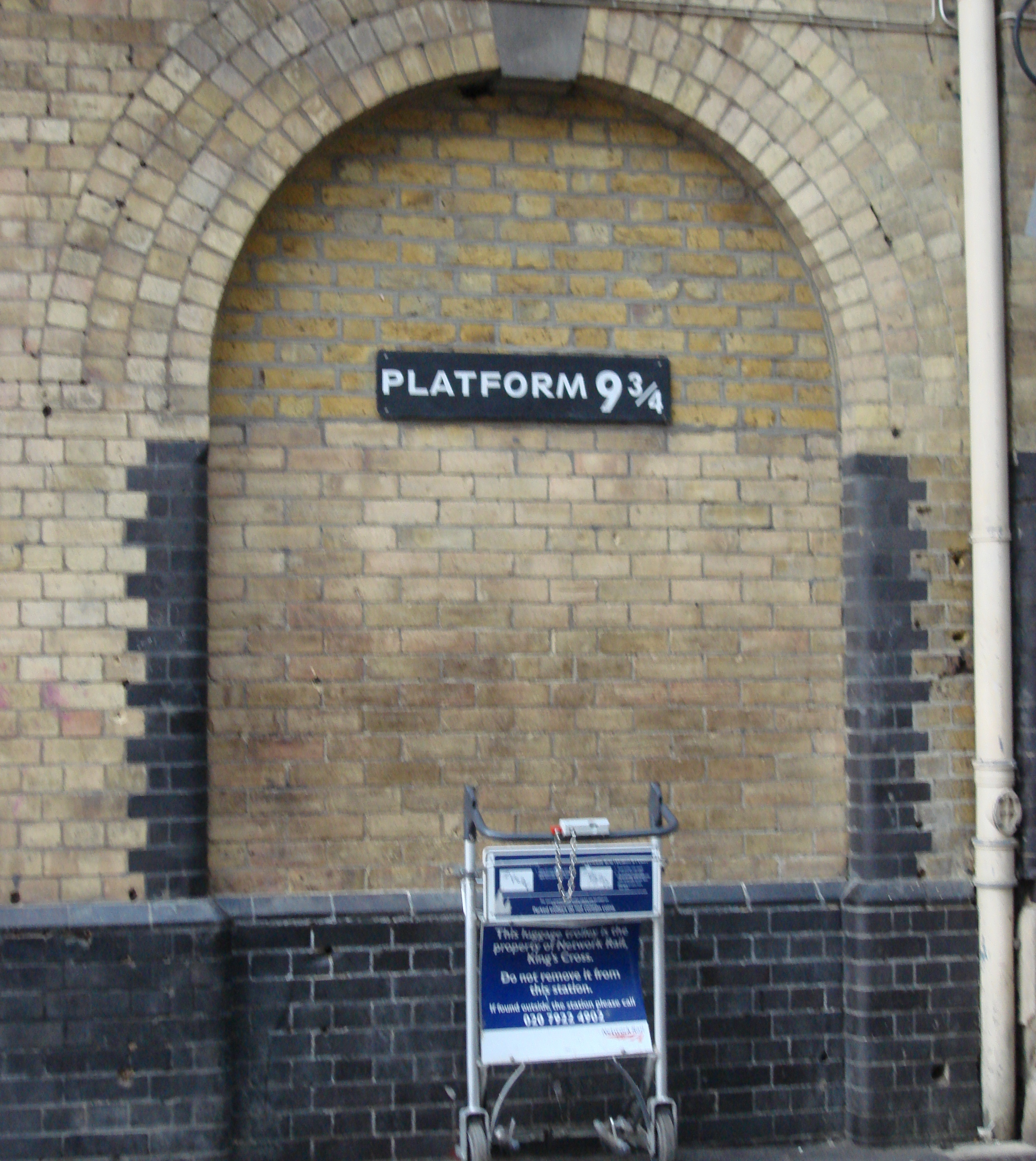
Вхід на платформу в кінофільмі «Гаррі Поттер і філософський камінь»

Кожен рік 1 вересня від цієї платформи відходить потяг Гоґвортський експрес (об 11 дня), що поставляє учнів до станції Гоґсмід. Також через цю платформу діти повертаються додому на Різдвяні, літні та весняні канікули.
1. ↑  Лікарня Святого Мунґо. Вікі Поттеріана (укр.). Процитовано 26 травня 2025.